# Куприянович, Леонид Иванович
Леони́д Ива́нович Куприяно́вич (14 июля 1929—1996) — советский радиоинженер и популяризатор радиотехники, изобретатель, один из создателей и основоположников современной мобильной телефонии.

## Биография
Родился в 1929 году в деревне Кунцево Московской области.
В 1953 году окончил МВТУ им. Н. Э. Баумана по специальности «Радиоэлектроника» факультета «Приборостроение». Точное место работы до середины 60-х семье не сообщалось.
Известен как создатель носимого лампово-проводникового дуплексного переносного радиотелефона ЛК-1 (1957—1958). 4 ноября 1957 года он получил патент № 115494 на «Устройство вызова и коммутации каналов радиотелефонной связи», в котором были изложены принципиальные основы мобильной телефонии, компрессия и декомпрессия сигналов, принципиальная схема мобильного телефонного устройства. Куприянович публично показал сделанный им работающий опытный образец автоматического мобильного телефона ЛК-1 весом 3 кг; уже через год был опытный образец весом всего 500 грамм. Принципы его работы и электросхема были изложены изобретателем в июльском 1957 г. и февральском 1958 г. номерах журнала «Юный техник»; в последующих номерах журнала он дал пояснения и ответы на вопросы читателей. Статьи об устройстве были также опубликованы в журнале «Наука и жизнь»; об автомобильном варианте использования рассказывалось в журнале «За рулём»; сообщения об изобретении дали ТАСС и АПН. Документальный сюжет об аппарате под названием «Радиотелефон инженера Куприяновича» был помещён в киножурнал «Наука и техника» № 6 (254) 1959 года. В сюжете аппарат демонстрировался в подмосковном совхозе имени Ленина, продемонстрированы входящий звонок с телефона-автомата на мобильный телефон в движущейся машине и сделаны два исходящих, в поле и на берегу реки.
В 1959 году изобретение Куприяновича попадает на страницы журнала «Огонек». Изобретателя приглашают на заседание творческого клуба при журнале — в № 7 журнала за 1959 год написали: «Обладая портативным радиотелефоном, которому присвоен номер городской сети, абонент может быть вызван из любого места, где бы он не находился. Использование беспроволочного телефона позволит значительно расширить сеть телефонной связи сначала внутри Советского Союза, а позднее и за его пределами».
В 1961 году Куприянович создал устройство, которое он назвал «радиофоном», оно помещалось на ладони и весило всего 70 грамм. Радиофон связывался с городской телефонной станцией через базовую станцию (автоматическая телефонная радиостанция, АТР). Автор утверждал: «чтобы обслужить радиофонной связью такой город, как Москва, потребуется всего десять автоматических телефонных радиостанций».
В 1965 году на выставке «Инфорга-65» болгарской фирмой «Радиоэлектроника» был представлен мобильный телефон с базовой станцией на 15 абонентов. По сообщениям прессы, разработчики «применили систему, разработанную несколько лет назад советским изобретателем, инженером Л. Куприяновичем». В следующем году Болгария представила на выставке «Интероргтехника-66» комплект мобильной связи из мобильных телефонов РАТ-0,5 и АТРТ-0,5 с базовой станцией РАТЦ-10. Данная система выпускалась в Болгарии для ведомственной связи на промышленных и строительных объектах и была в эксплуатации до 90-х гг.
Со второй половины 60-х годов Л. И. Куприянович меняет место работы и в НИИ гигиены труда и профзаболеваний АМН СССР занимается созданием медицинской техники. Создаёт прибор «Ритмосон», который управляет режимами сна и бодрствования человека, публикует научные работы по улучшению памяти и гипнопедии. Со слов академика РАН Н. Ф. Измерова в фильме «Загадка ЛК-1», Л. И. Куприянович успешно работал над этой темой до ухода на пенсию, защитил диссертацию, периодически привлекался для выполнения работ по закрытой тематике, проводил с помощью своего аппарата оздоровление крупных руководителей государства.
Личность и творчество Л. Куприяновича до сих пор остается тайной в истории развития советской радиоэлектроники.
В 2015 году телеканалом «Культура» был создан документальный фильм «Загадка ЛК-1» (продюсеры А. Кузовенкова, В. Ющенко), посвящённый жизни и открытиям Л. Куприяновича.
Дочь Л. И. Куприяновича — Вера (в замужестве Соколова).